# 초주
초주(譙周, 199년 이전 ~ 270년)는 중국 삼국 시대 촉(蜀)의 정치가로, 자는 윤남(允南)이며  익주(益州) 파서군(巴西郡) 서충국(西充國) 사람이다.

## 생애
아버지는 익주에서 사우종사(師友從事)를 역임한 초□(譙𡸫)이다. 초주는 아버지를 일찍 여의고 형과 함께 살았으며, 성장한 이후 학문에 정진했고 자신의 가난한 집에 대한 이야기를 하지 않고 성격은 진실되어 꾸미지 않는 성격이었다고 한다.
220년 조비(曹丕)가 헌제(獻帝)에게 선양을 받고 위나라를 세웠을 때 익주에서는 헌제가 해를 당했다는 소문이 있었다. 이에 유비(劉備)의 신하들이 황제로 추대하고자 했으며 초주는 황권(黃權) 등의 여러 신하들과 함께 황제에 즉위하여 한나라의 뒤를 이을 것을 청하는 글을 올렸다. 이로 인해 유비는 221년 4월 제위에 올랐다.
유선(劉禪)이 등극한 후 제갈량(諸葛亮)에 의해 권학종사(勸學從事)에 임명되었다. 제갈량 사후에 대장군(大將軍) 장완(蔣琬)이 익주자사(益州刺史)를 겸임할 때는 전학종사(典學從事)로 임명되어 익주(益州)의 학자들을 총괄했다.
대장군 강유(姜維)가 북벌에 몰두하여 나라가 피폐해지자 잦은 정벌이 나라를 위태롭게 한다는 내용을 담은 〈구국론(仇國論)〉이라는 글을 썼다.
263년 위나라의 장군 등애(鄧艾)가 험준한 산길을 지나 진격해 오자, 지형만 믿고 방비를 소홀히 했던 촉군은 제대로 대처하지 못하고 무너졌다. 신하들은 오나라나 남중으로 피신하자는 의견을 냈으나, 초주는 위나라에 항복하자고 주장했다.
초주의 의견을 받아들인 유선은 스스로 밧줄에 묶인 채 태자와 신하들을 거느리고 등애에게 항복하여 촉나라는 멸망하였다.
위나라의 권신 사마소(司馬昭)는 초주를 양성정후(陽城亭侯)에 봉하고 위나라 조정으로 불러들였다. 그러나 초주는 병이 들어 태시(泰始) 3년(267년)이 되어서야 낙양에 도착할 수 있었다.

### 죽음
초주는 진수(陳壽)에게 말하였다.
| “ | 옛날에 공자(孔子)는 72세에 죽었고, 유향(劉向)과 양웅(楊雄)은 71세에 죽었다. 지금 내 나이가 70을 넘었으니, 공자를 따르고 유향 · 양웅과 책상을 같이하고 싶다. 아마 다음 해를 맞이하지 못하고 먼 여행을 떠날 것 같으니, 다시 만날 일은 없을 것이다. | ” |

태시 6년(270년) 가을, 조정에서는 초주를 산기상시(散騎常侍)에 임명하는 조서를 내렸다. 그러나 초주는 병이 위독하였기 때문에 받들지 못하였고, 겨울에 숨을 거두었다.

### 저서
《오경론》(五經論) · 《법훈》(法訓) · 《고사고》(古史考) 등이 있었으나, 모두 소실되었다.

## 《삼국지연의》에서의 초주
유비가 익주를 공격해 유장(劉璋)을 궁지에 몰자 초주는 유장에게 홀로 천문을 거론하며 항복을 권했다. 북벌에 소극적인 입장이었기에 제갈량과 강유의 북벌을 거듭 말리기도 했다. 초주의 구국론은 연의에서 〈수국론(讐國論)〉이라는 이름으로 나오며, 북벌을 준비하던 강유에게 보내진다. 글을 읽은 강유는 썩은 선비의 글이라고 비판하고 출정을 강행했다. 촉 멸망시에는 정사와 마찬가지로 다른 신하들에게 오나라에 항복하는 것이 위나라에 항복하는 것보다 못하다고 말하면서 후주 유선에게 위나라에 항복할 것을 청하였다.

## 초주에 대한 평가
- 양희: 초주와 동시대의 인물인 양희(楊戱)는 다른 이의 자손이 초주의 자손만 못할 것이라며 그를 칭찬하였다.
- 이지백: 993년 거란의 동경유수(東京留守) 소손녕(蕭遜寧)이 대군을 이끌고 고려에 쳐들어와 성종에게 항복할 것을 요구하자 고려 조정에서는 거란의 요구를 받아들여 영토를 떼어 주자는 의견이 나왔다. 이때 서희(徐熙)가 계속 싸울 수 있다고 주장했으며 전민관어사(前民官御事) 이지백(李知白)은 초주가 유선에게 항복을 권하여 나라를 위나라에 바쳐 후세의 비웃음거리가 되었다고 하면서 서희의 주장을 거들었다.

## 같이 보기
- 삼국지 인물 목록